# Pseudodrepanocanthus obscurus
Pseudodrepanocanthus obscurus är en skalbaggsart som beskrevs av Bordat 1993. Pseudodrepanocanthus obscurus ingår i släktet Pseudodrepanocanthus och familjen Aphodiidae. Inga underarter finns listade i Catalogue of Life.